# Робинсон, Генри Пич
Генри Пич Робинсон (англ. Henry Peach Robinson, 9 июля 1830, Ладлоу, графство Шропшир, Великобритания — 21 февраля 1901, Танбридж Уэллс, графство Кент, Великобритания) — английский художник и фотограф, близкий к прерафаэлитам.

## Биография

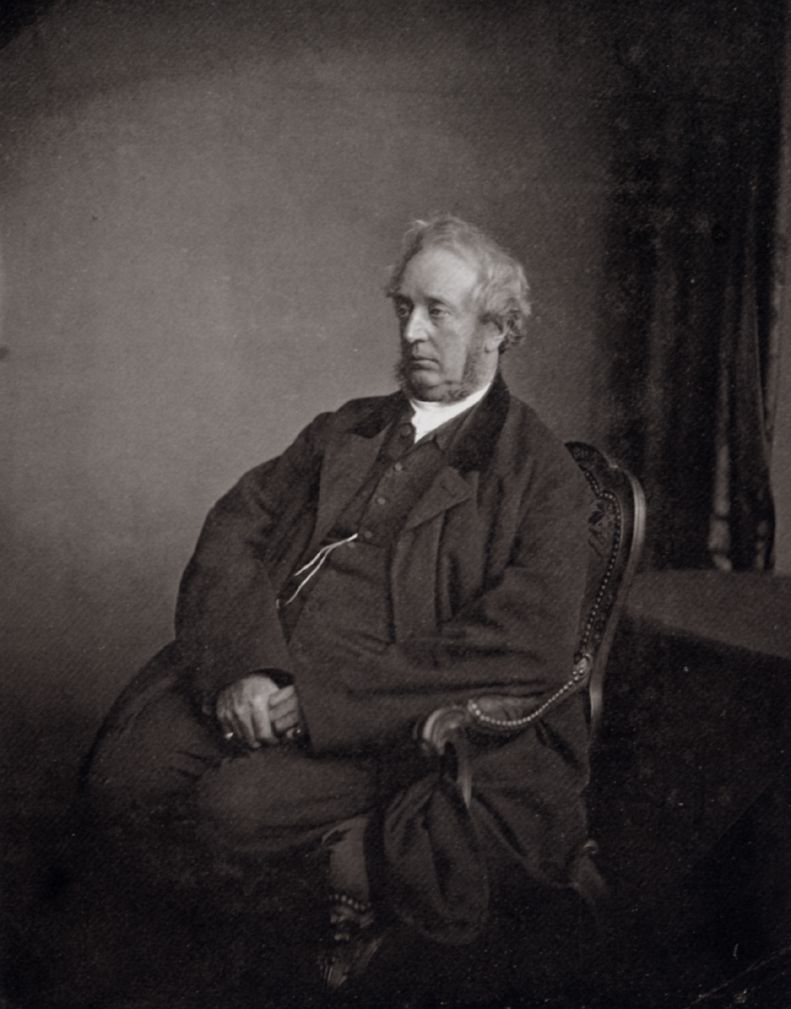
Генри Пич Робинсон. Хью Уэлч Даймонд, 1869

Фотограф родился и провёл детство в Ладлоу, был младшим из шести детей. Его отец Джон Робинсон был школьным учителем. Он получил первоначальное образование в Академии Горацио Рассела в родном Ладлоу. В тринадцать лет он стал заниматься живописью и графикой у местного художника Richard Penwarne (занятия продолжались только один год), впоследствии стал учеником книготорговца и печатника Ричарда Джонса.
В 1850—1852 годах работал в книготорговых фирмах Benjamin Maund и Whittaker & Co, при этом продолжал заниматься живописью в качестве хобби. В 1852 году он выставил свою картину «On the Teme Near Ludlow» в Королевской Академии художеств и познакомился с фотографией, начав занятия ей с Hugh Welch Diamond. В 1857 году открыл собственную фотостудию в Лимингтоне. Студия занималась портретными фотографиями. В 1859 году он женился на Selina Grieves, дочери химика из Ладлоу. Впоследствии у них родились четыре дочери.
В 1864 году закрыл студию на время из-за плохого состояния здоровья, вызванного воздействием токсичных фотохимикатов. Робинсон в возрасте тридцати четырёх лет тяжело заболел.
Робинсон переехал в Лондон, где создал теоретические работы «Изобразительный эффект в фотографии», «Рекомендации по композиции и светотени для фотографов»; они были опубликованы в 1868 году. Генри Пич Робинсон одним из первых изложил принципы пикториализма в своих книгах. Робинсон считал фотографию не документом, а произведением искусства. Призывал смешивать реальность и живопись в процессе обработки снимков.
Примерно в это же время его здоровье улучшилось настолько, чтобы открыть новую студию в Танбридж Уэллс совместно с Nelson King Cherrill. Партнерство с ним прекратилось в 1875 году, Робинсон продолжал дело сам до 1888 года.
Он умер и был похоронен в Танбридж Уэллс в начале 1901 года.

## Организаторская деятельность

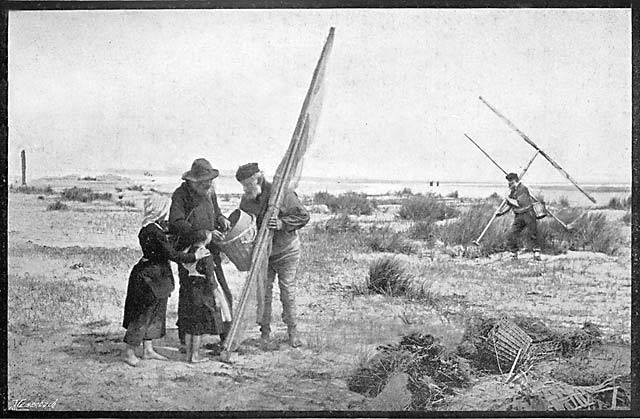
Генри Пич Робинсон. Странная рыба, 1895

В 1856 году Генри Пич стал одним из организаторов Фотографического общества в Бирмингеме. В 1870 году Робинсон стал вице-президентом Королевского фотографического общества. После внутренних распрей, охавтивших это общество, он ушел в отставку в 1891 году, чтобы стать одним из первых членов конкурирующего с ним общества The Brotherhood of the Linked Ring (среди его основателей был Фрэнк Мидоу Сатклиф), в котором он был активен до 1897 года, когда он был избран почетным членом Королевского фотографического общества. Он был приглашен в качестве Председателя Photographic Convention of the United Kingdom в 1891 году, но, как он описал позже:

«Я был вынужден отказаться, зная, что я не мог выполнять свои обязанности, так, как они должны быть выполнены, имея дефект голоса, который не позволил бы мне зачитывать мои собственные выступления».— Presidential address by H.P. Robinson to the Photographic Convention of the United Kingdom
Впоследствии он принял на себя эти обязанности президента в 1896 году, но его президентские речи зачитывали коллеги.

## Особенности творчества

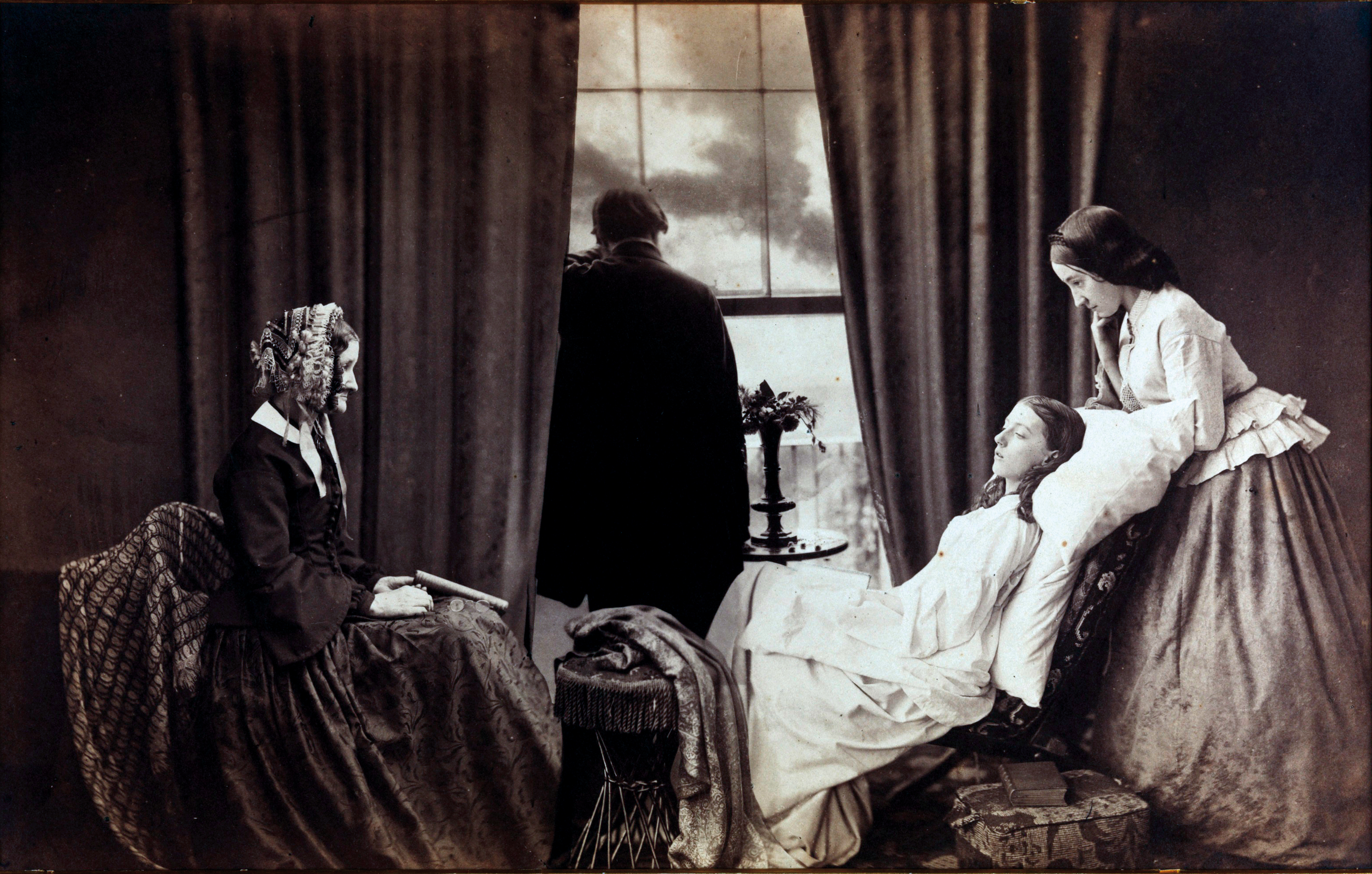
Генри Пич Робинсон. Угасание, 1858

Робинсон в книге «Изобразительный эффект в фотографии» утверждал:

«Любой обман, трюк и колдовство любого сорта открыты для фотографа. Можно сделать очень много и создать прекрасные картины, смешивая в фотографии реальное и искусственное»— Robinson H. P. Picture-Making By Photography.
Робинсон часто составлял изображение из нескольких отдельных негативов (одна из первых форм фотомонтажа). Фотография «Джульетта с флаконом яда» (1857) сделана из нескольких отдельных снимков, сведённых воедино. Робинсон сравнил изготовление этой фотографии с легендарным соединением лучших черт пяти юных красавиц Зевксисом Кротонским, чтобы написать портрет Елены Троянской. Робинсон обычно имитировал уличные снимки в своём ателье. Персонажей часто исполняли профессиональные актёры («Леди Шалотт», 1861, и «Осень», 1863). Фотография «Угасание» («Fading Away», 1858), которая изображает умирающую девушку среди родственников, была также создана из пяти разных негативов. Критики заявили, что эта фотография Робинсона паразитирует на сочувствии к горю умирающей девушки и её родственников. Робинсона также критиковали за постановочность композиций и за лабораторные манипуляции над негативами. Критика утихла после того, как фотокартина «Угасание» была одобрена принцем Альбертом, который купил её копию и после этого стал ценителем и постоянным покупателем фотокартин Робинсона.
Большое значение фотограф придавал композиции. Сохранились его карандашные наброски к будущим фотографиям. В отдельных случаях, сделав снимок, он изготовлял отпечаток и пририсовывал вручную к нему набросок композиции всей картины. Затем искал соответствующую натуру и после этого делал недостающие снимки для окончательной композиции.
Робинсон следовал принципам живописи прерафаэлитов, был под сильным влиянием эстетических взглядов Джона Рёскина и картин Джона Тёрнера, находя простые объекты, которые становились предметом художественного отображения. Близок по своим принципам художественной фотографии Робинсону был Оскар Густав Рейландер, с которым он неоднократно консультировался.
Впоследствии фотограф отказался от постановочных фотографий.

## Основные труды
- Robinson H. P. Pictorial Effect in Photography: Being Hints On Composition And Chiaroscuro For Photographers. London: Piper & Carter, 1869.
- Robinson H. P. and William de Wiveleslie Abney. The Art And Practice of Silver Printing. NY: E. & H.T. Anthony & Co., 1881.
- Robinson H. P. Picture-Making By Photography. London: Hazell, Watson, & Viney, 1889.
- Robinson H. P. Art photography in short chapters London: Hazell Watson & Viney. 1890.
- Robinson H. P. Photography as a business. Bradford [Eng.] Percy Lund. 1890.
- Robinson H. P. The Studio And What To Do in It. London: Piper & Carter, 1891.
- Robinson H. P. The elements of a pictorial photograph. Bradford : Percy Lund & Co. 1896.
- Robinson H. P. Catalogue of pictorial photographs. Ralph W. Robinson. Redhill, Surrey. 1901.

## Галерея

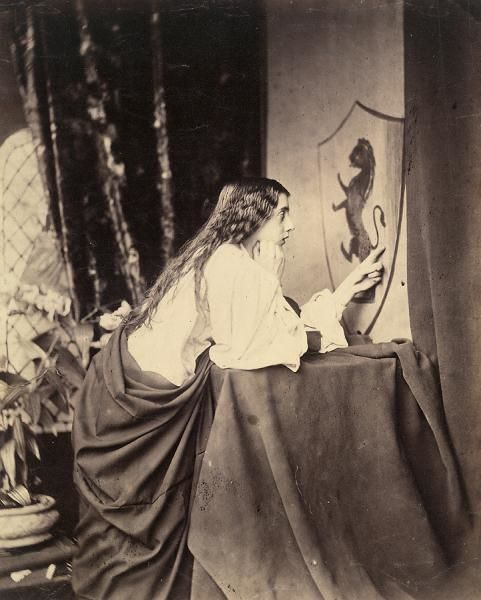
Генри Пич Робинсон. Элейна из Астолата рассматривает щит Ланселота, 1859
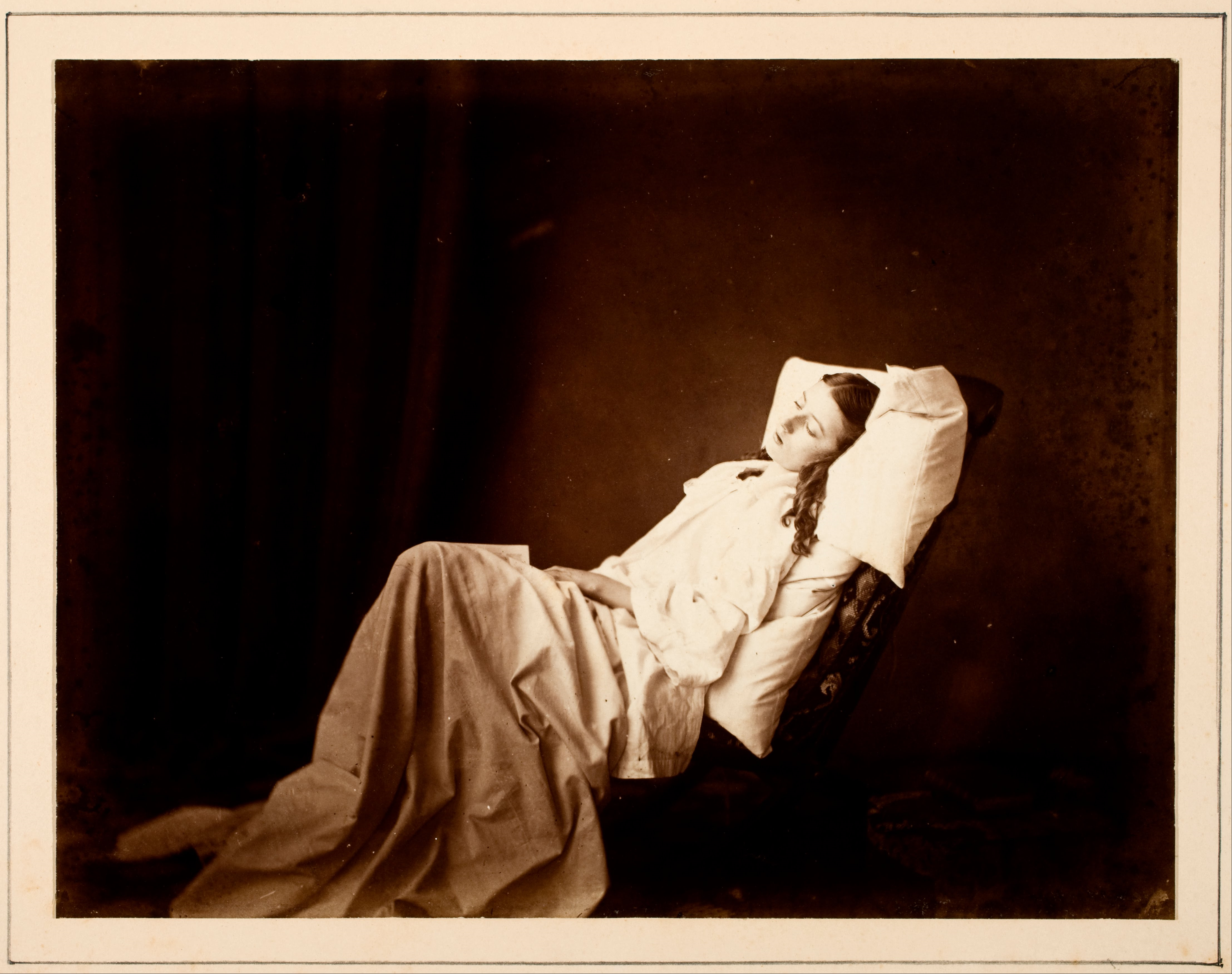
Генри Пич Робинсон. Она никогда не рассказывала о своей любви, 1857
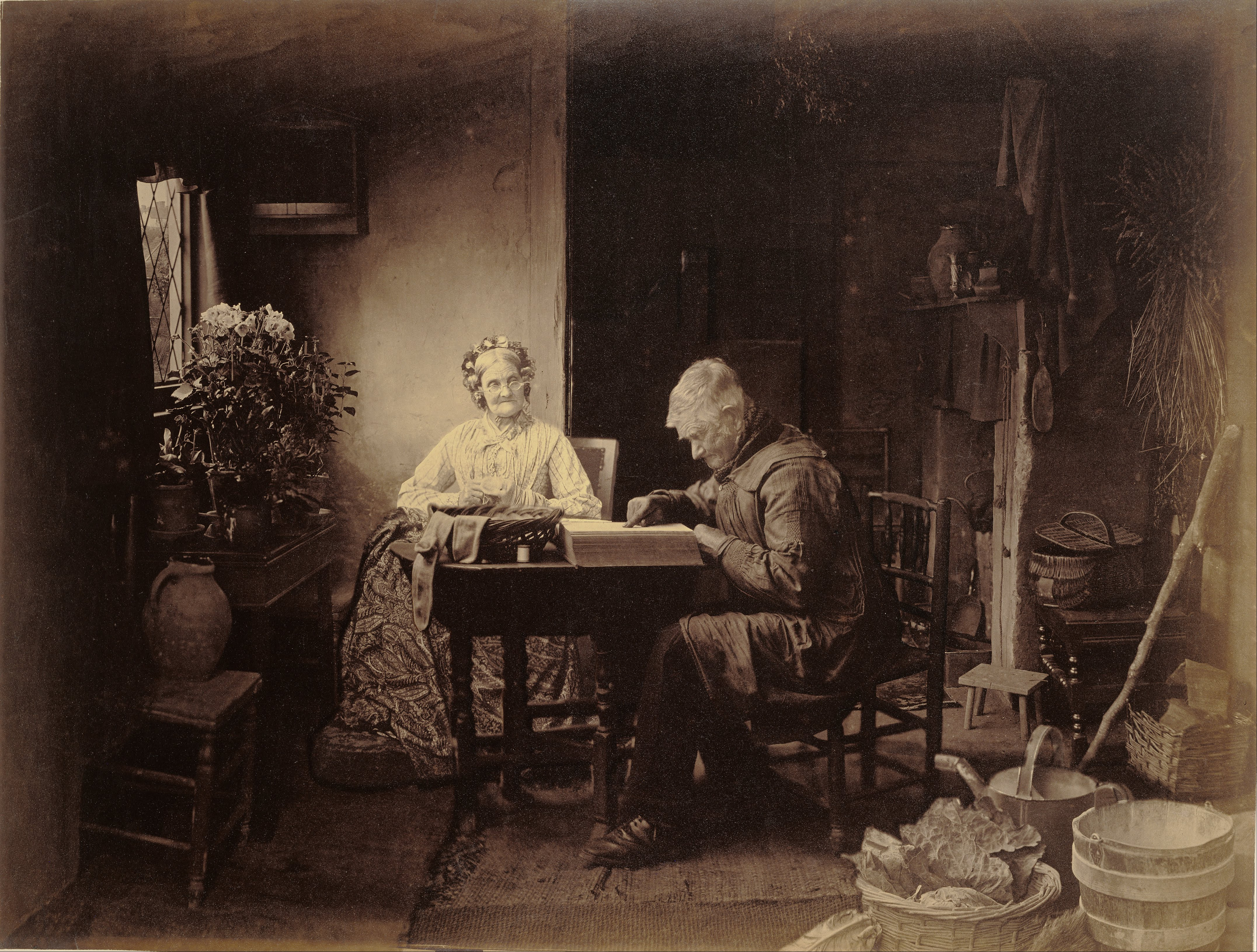
Генри Пич Робинсон. Конец дня, 1877
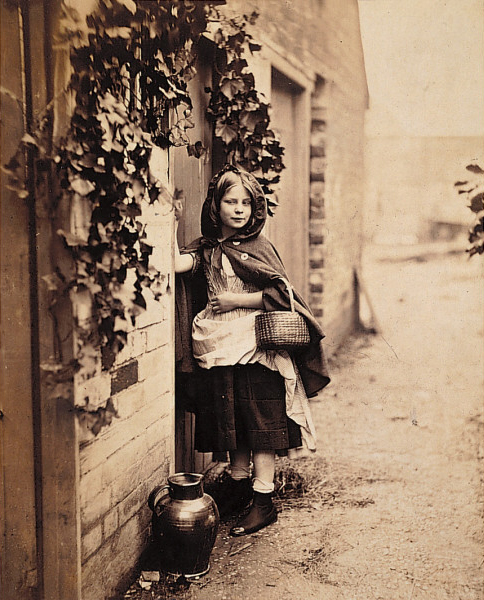
Генри Пич Робинсон. Красная Шапочка у двери дома её бабушки, 1858
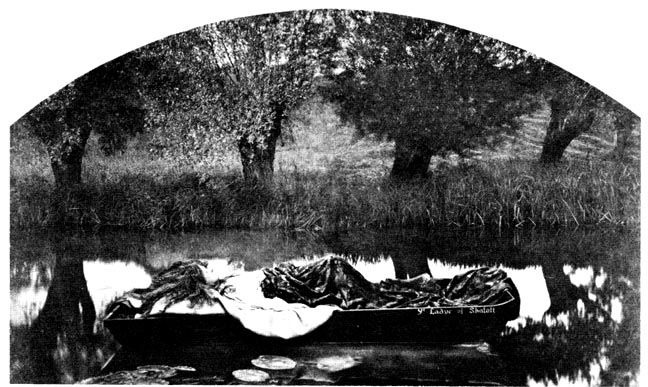
Генри Пич Робинсон. Леди Шалотт, 1861
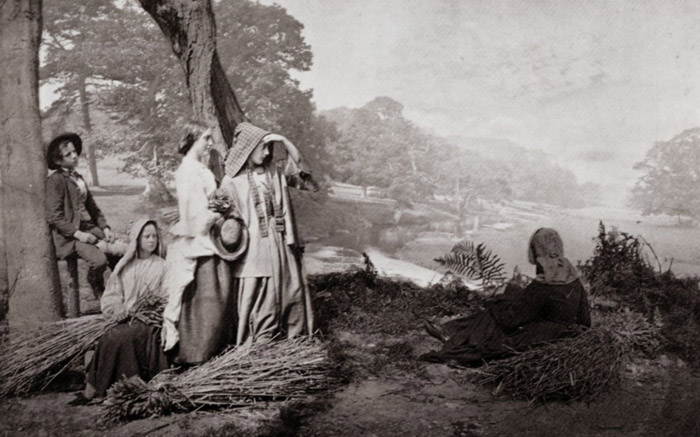
Генри Пич Робинсон. Осень, 1863